# تشاك برايتون
تشاك برايتون (بالإنجليزية: Chuck Brayton)‏ هو لاعب كرة قاعدة أمريكي، ولد في 20 أكتوبر 1925 في فانكوفر في الولايات المتحدة، وتوفي في 28 مارس 2015.